# Schaefferia (collembole)
Cet article concerne le genre de Collemboles. Pour le genre de plante, voir Schaefferia (plante).
Genre
Schaefferia est un genre de collemboles de la famille des Hypogastruridae.

## Liste des espèces
Selon Checklist of the Collembola of the World (version du 12 novembre 2019) :
- Schaefferia ariegica Cassagnau, 1959
- Schaefferia baschkirica Kniss, 1985
- Schaefferia bidentata (Cassagnau, 1954)
- Schaefferia canigouensis Deharveng & Thibaud, 1980
- Schaefferia cheoha Wray, 1963
- Schaefferia coeca Cassagnau, 1959
- Schaefferia czernovi (Martynova, 1978)
- Schaefferia decemoculata (Stach, 1939)
- Schaefferia deharvengi (Jordana & Arbea, 1990)
- Schaefferia duodecimocellata Bonet, 1945
- Schaefferia duodecimocellata Fjellberg, 1985
- Schaefferia duodecimoculata (Steiner, 1955)
- Schaefferia elegans (Cassagnau, 1959)
- Schaefferia emucronata Absolon, 1900
- Schaefferia fukugakuchiana (Yosii, 1956)
- Schaefferia guerrerensis (Bonet, 1945)
- Schaefferia hubbardi Thibaud, 1995
- Schaefferia jarae (Jordana & Arbea, 1990)
- Schaefferia kitakamiana Yosii, 1991
- Schaefferia lindbergi da Gama, 1963
- Schaefferia maxima Deharveng & Thibaud, 1980
- Schaefferia oaxacana Palacios-Vargas & Thibaud, 1985
- Schaefferia oculea Babenko, 1999
- Schaefferia pouadensis Delamare Deboutteville, 1945
- Schaefferia profundissima Jordana & Baquero, 2012
- Schaefferia quadrioculata (Stach, 1939)
- Schaefferia quinqueoculata (Yosii, 1956)
- Schaefferia raulmugnizi Palacios-Vargas & Castaño-Meneses, 2008
- Schaefferia scossirolii Dallai & Sabatini, 1981
- Schaefferia sexoculata (Gisin, 1947)
- Schaefferia subcoeca Deharveng & Thibaud, 1980
- Schaefferia vandalica (Jordana & Arbea, 1990)
- Schaefferia vandalica Babenko, 1994
- Schaefferia willemi (Bonet, 1930)

## Publication originale
- Absolon, 1900 : Vorläufige Mitteilung über einige neue Collembolen aus den Höhlen des mährischen Karstes. Zoologischer Anzeiger, vol. 23, p. 265-269 (texte intégral).